# فرودگاه بریو – سوئیلاک
فرودگاه بریو – سوئیلاک (به انگلیسی: Brive – Souillac Airport) یک فرودگاه همگانی با کد یاتا BVE است که یک باند فرود سنگفرش دارد و طول باند آن ۲۱۰۰ متر است. این فرودگاه در شهر بریو لگیرد کشور فرانسه قرار دارد و در ارتفاع ۳۱۰ متری از سطح دریا واقع شده‌است.